# 감정인
감정인(鑑定人)은 소송에서 법원의 명령에 따라, 특별한 지식·경험에 속하는 법칙이나 이를 구체적 사실에 적용하여 도출한 판단을 법원이나 법관에 보고하는 자이다(형사소송법 제13장).

예를 들면 사체부검을 통한 사인 조사나 필적 조사를 통한 동일인 여부 판단 등이 있다.
 감정인은 반드시 선서 후 감정의 내용을 진술해야 하고, 선서없이 행한 감정은 증거능력을 인정하지 않는다. 또한 허위 감정은 법률에 의해 처벌을 받게 된다.

## 민사소송의 감정
감정은 제3자의 진술을 듣는다는 점에서 증인신문과 비슷한 점이 있으므로, 원칙적으로 감정에는 증인신문규정이 준용된다(민사소송법 제333조 본문)

민사소송에서 전형적인 감정의 예로는 다음과 같은 것들이 있다.

•신체/진료기록 감정인

•공사비등의 감정인

•측량감정인,문서등의 감정인

•시가등의 감정인

•경매 감정인

대법원 감정인 제도 안내

## 감정인의 권한
감정인은 증거조사를 위해 남의 소유물에 합법적으로 진입할 수 있으며, 감정인 업무를 방해할 경우 경찰에 의해 제지 받는다. 
•민사소송법<개정 2006. 2. 21., 2020. 12. 22.>
제342조(감정에 필요한 처분)

①감정인은 감정을 위하여 필요한 경우에는 법원의 허가를 받아 남의 토지, 주거, 관리중인 가옥, 건조물, 항공기, 선박, 차량, 그 밖의 시설물안에 들어갈 수 있다.

②제1항의 경우 저항을 받을 때에는 감정인은 경찰공무원에게 원조를 요청할 수 있다.

## 감정인 등재 기준 및 감정인[1]

### 신체/진료기록 감정인
- 등재기준

가. 국·공립병원 및 대학부속병원 또는 종합병원(관할구역 내에 2개 이상의 국·공립병원이나 대학부속병원이 없는 경우에 한한다)의 과장 또는 대학의 전임강사 이상의 전문의

나. 공정성·중립성 측면에서 신체감정을 수행하기에 부적절하다고 판단되는 전문의들(예를 들어 보험회사의 자문의, 근로복지공단의 촉탁의 등)은 제외

### 공사비등의 감정인
- 등재기준

건축사·건축구조기술사·건축시공기술사 등의 국가기술자격을 가진 사람으로서 소속단체가 추천한 사람 또는 본인이 신청한 사람 중에서 적절하다고 판단되는 사람

### 측량감정인 감정인
- 등재기준

지적측량감정인은 측량⋅수로조사 및 지적에 관한 법률에 따라 등록된 지적 측량업자 또는 그 소속 지적기술사, 지적기사, 지적산업기사 이상의 자격을 가진 사람(국토교통부에 등록된 측량감정인)

### 문서등의 감정인
- 등재기준

가. 국가기관연구소 문서감정실에서 5년 이상 감정·연구한 사람

나. 국가기관연구소 문서감정실에서 5년 이상 감정·연구한 사람으로부터 문서감정 등에 관하여 5년 이상 연수받은 사람

다. 다음과 같은 시설·장비를 갖추어야 함.① 입체현미경 ② 확대투영기③ 자외선 감식기 ④ 적외선 현미경(또는 적외선 휠터) ⑤ 마이크로렌즈가 장착된 카메라(또는 확대 컴퓨터) ⑥ 이화학적 실험기구

### 시가 및 경매감정인
- 등재기준

감정평가협회의 추천을 받아 심사 후 등재

## 같이 보기
- 경매